# کنوانسیون ملی جمهوری خواهان (۲۰۲۴)

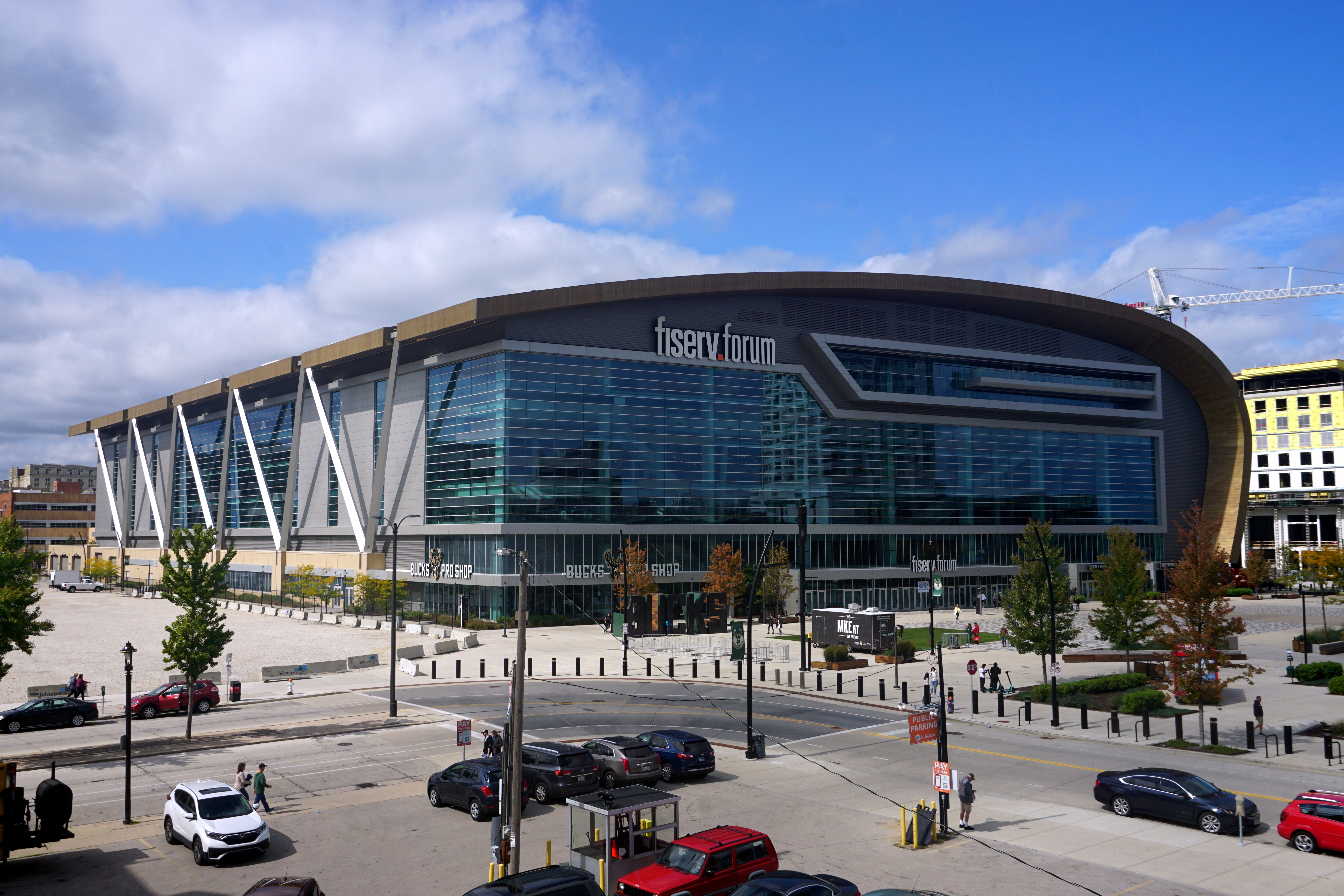
فروم فی‌سرو در میلواکی، ویسکانسین، محل برگزاری کنوانسیون است

کنوانسیون ملی جمهوری خواهان (۲۰۲۴) رویدادی بود که در آن نمایندگان حزب جمهوری‌خواه (ایالات متحده)، نامزدهای این حزب را برای ریاست جمهوری و معاون رئیس‌جمهور در انتخابات ریاست‌جمهوری ایالات متحده (۲۰۲۴) انتخاب کردند. از ۱۵ تا ۱۸ ژوئیه ۲۰۲۴ در فروم فی‌سرو در میلواکی، ویسکانسین برگزار شد.
به‌طور سنت، چون دموکرات‌ها در حال حاضر کاخ سفید را در اختیار دارند، کنوانسیون آنها پس از کنوانسیون ملی جمهوری خواهان برگزار می‌شود. کنوانسیون ملی دمکراتیک ۲۰۲۴ برای ۱۹ تا ۲۲ اوت ۲۰۲۴برنامه‌ریزی شده است. دونالد ترامپ نامزد ریاست جمهوری است. ترامپ اولین نامزد ریاست جمهوری جمهوری‌خواه است که برای سومین بار پس از ریچارد نیکسون در سال ۱۹۷۲ نامزد ریاست جمهوری شد و اولین نامزد جمهوری خواه است که سه بار متوالی نامزد شده است. اگر ترامپ در انتخابات ریاست جمهوری ۲۰۲۴ پیروز شود، پس از گروور کلیولند در سال ۱۸۹۲، دومین رئیس جمهوری خواهد بود که پس از شکست در انتخابات ریاست جمهوری خود، پیروز می‌شود، در حالی که نامزد معاونت ریاست جمهوری ، جی دی ونس، در سن ۴۰ سالگی، سومین معاون رئیس‌جمهور جوان در تاریخ آمریکا خواهد بود. پس از نیکسون در سال ۱۹۵۲ (در ۴۰سالگی) و جان سی. برکینریج در سال ۱۸۵۶ (در ۳۶سالگی). ترامپ با ۷۸سال سن مسن‌ترین رئیس‌جمهور منتخب در تاریخ آمریکا خواهد بود و رکورد جو بایدن در سال ۲۰۲۰ (با ۷۷سال سن) را شکست.

## انتخاب سایت

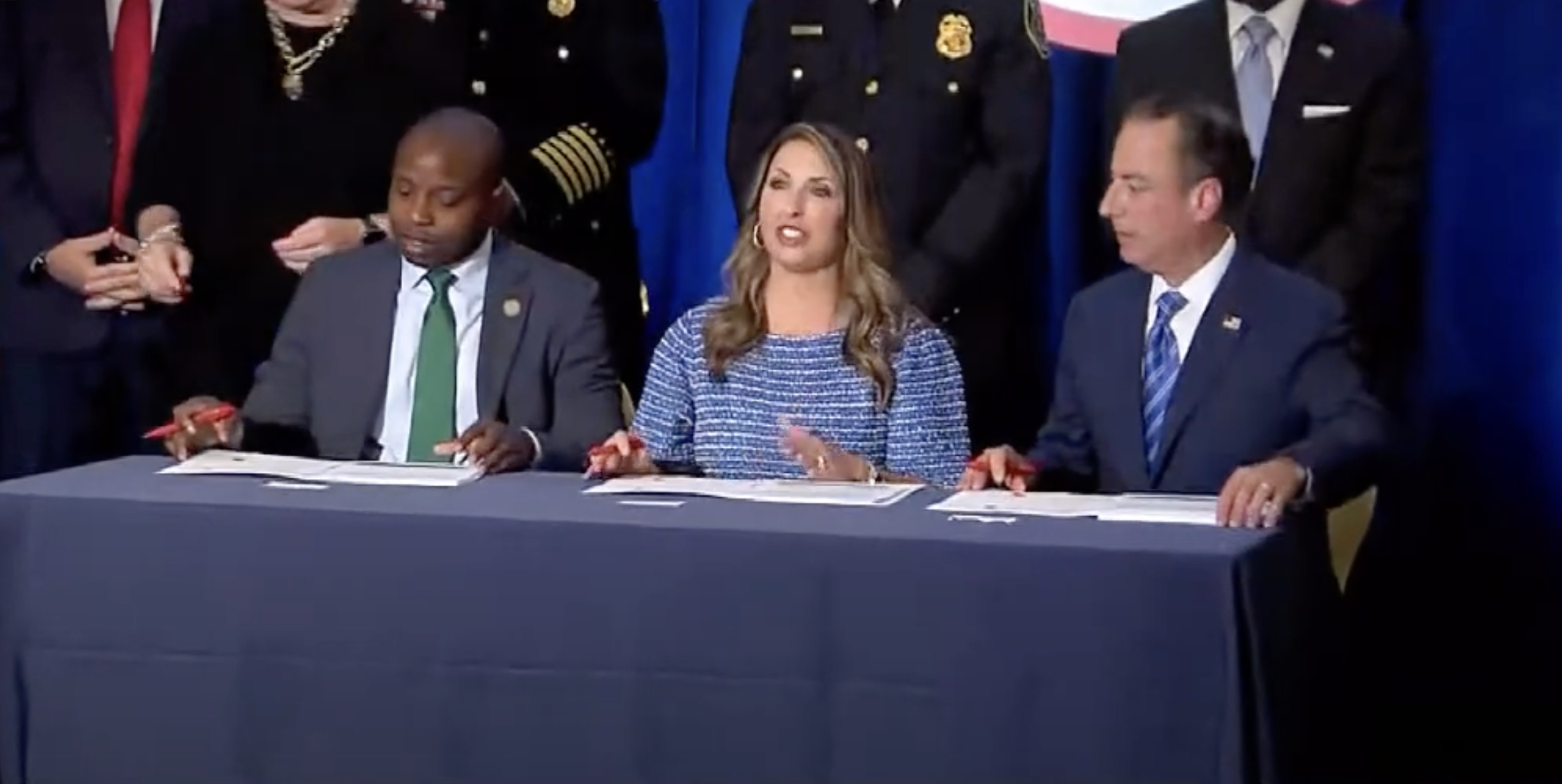
قرارداد میزبانی توسط (از چپ به راست) شهردار میلواکی، کاوالیر جانسون، رئیس حزب جمهوری خواه رونا مک دانیل، و رئیس کمیته میزبان ، رینس پریباس، در ۵ اوت ۲۰۲۲ امضا شد.

در ۷ ژانویه ۲۰۲۲، سخنگوی کمیته ملی جمهوری خواهان گفت که چهار شهر میزبان بالقوه برای کنوانسیون ۲۰۲۴ در رقابت هستند: میلواکی، نشویل، پیتسبورگ و سالت لیک سیتی. میلواکی رسماً میزبان کنوانسیون ملی دمکراتیک ۲۰۲۰ بود که عمدتاً در مکان‌های مختلف برگزار شد و میلواکی تنها نقش یک ستاد تولید را به دلیل همه‌گیری کووید-۱۹ بر عهده گرفت. میلواکی و پیتسبورگ هر دو در ایالت‌های نوسانی کلیدی (به ترتیب ویسکانسین و پنسیلوانیا) واقع شده‌اند که هر دو نقش مهمی در تعیین برنده کالج الکترال در انتخابات اخیر داشتند، در حالی که نشویل و سالت لیک سیتی هر دو پایتخت ایالت تنسی هستند. و یوتا، که در اکثر نیم قرن گذشته، در ایالت‌های جمهوری خواه مکان‌های قابل اعتمادی بوده‌اند (حتی اگر این پایتخت‌ها پایگاه دموکرات‌ها در ایالت‌هایشان به حساب آید). از سال ۲۰۰۸ تا انتخابات ۲۰۲۰، هر دو حزب دموکرات و حزب جمهوری خواه کنوانسیون‌های خود را فقط در ایالت‌های نوسان برگزار کرده بودند. هوستون قبلاً گام‌هایی در جهت مناقصه برداشته بود، اما به دلیل تضاد با سایر رویدادهای برنامه‌ریزی‌شده در مکان‌های برگزاری کنوانسیون، تصمیم‌گیری شد. مکان‌های دیگری که در مقطعی علاقه به میزبانی داشتند، اما در نهایت پیشنهاد ندادند، عبارتند از کلمبوس، لاس وگاس، سن آنتونیو، و ایالت جورجیا. کانزاس سیتی، میسوری، پیشنهاد رسمی داده بود، اما در اواخر دسامبر ۲۰۲۱، قبل از نامگذاری شهرهای نهایی، پیشنهاد خود را پس گرفت.
| نامزد                      | رای نمایندگان مقید | رای نهایی |
| -------------------------- | ------------------ | --------- |
| دونالد ترامپ               | ۲۲۶۵               | ۲٬۳۸۷     |
| نیکی هیلی                  | ۹۷                 | ۰         |
| ران دیسانتیس               | ۹                  | ۰         |
| ویوک راماسوامی             | ۳                  | ۰         |
| غیرمتعهد/دیگر              | ۱۰۴                | ۴۳        |
| مجموع آرای محدود نمایندگان | ۲٬۳۷۴              |           |

## نامزدی معاونت ریاست‌جمهوری
در ۱۵ ژوئیه، اولین روز از کنوانسیون ملی جمهوری‌خواهان، ترامپ جی دی ونس را به عنوان نامزد خود برای معاونت رئیس‌جمهور معرفی کرد.
ونس توسط جان هاستد، معاون فرماندار اوهایو به عنوان نامزد انتخاب شد. برنی مورنو، کاندیدای سنای ایالات متحده از اوهایو، خواستار تأیید نامزدی با تحسین شد و در آن زمان، مایک جانسون، رئیس مجلس نمایندگان، ترامپ و ونس را نامزدهای رسمی معرفی کرد.
در کنوانسیون ملی جمهوری‌خواهان (۱۹۸۸)، به منظور جلوگیری از مخالفت با نامزدی دن کویل، قوانین به گونه ای تغییر یافت که امکان نامزدی معاون رئیس‌جمهور با تحسین وجود داشته باشد. از آن زمان این روش سنتی شده است.

## سخنگوها
چندین سخنران تأیید شده است، اما تاریخ یا روزی برای سخنرانان ذکر نشده است.